# Parasterope lagunicola
Parasterope lagunicola is een mosselkreeftjessoort uit de familie van de Cylindroleberididae. De wetenschappelijke naam van de soort is voor het eerst geldig gepubliceerd in 1984 door Hartmann.